# Sang bleu
« Sang bleu » est une expression couramment utilisée pour définir la noblesse de l'ascendance d'une personne.

## Origine de l'expression
Cette définition remonte au Moyen Âge, époque à laquelle on reconnaissait des classes sociales telles que la noblesse, le clergé, les citadins gras et maigres et les serfs : ces derniers, devant par exemple travailler la terre ou élever du bétail en plein air, étaient soumis au bronzage, contrairement aux nobles qui, ayant la peau très claire, avaient les veines du poignet bien visibles. C'est ainsi qu'est née cette expression, précisément parce que les veines des poignets ont un aspect bleu-violet à l'œil.
Selon Robert Lacey, l'expression viendrait d'Espagne, où les nobles se distinguaient par leur sang bleu (sangre azul en espagnol) dans les veines sous leur peau claire, contrairement aux Maures à la peau foncée qui occupaient l'Espagne.
Selon Régine Pernoud, l'origine de l'expression serait également l'Espagne, mais employée en premier lieu par les Maures eux-mêmes afin de désigner la noblesse wisigothe (d'origine scandinave) occupant alors la majeure partie de la péninsule ibérique depuis la chute de l'empire romain et possédant une peau très blanche laissant apparaitre des veines bleues.
Selon certains, le terme « sang bleu » proviendrait de la coloration bleutée que prenaient les aristocrates souffrant d'argyrisme en raison de la contamination de leur nourriture par des couverts en argent ; selon une autre théorie, l'expression proviendrait du grand nombre d'ecchymoses et de tuméfactions bleutées sur le corps des nobles souffrant d'hémophilie, particulièrement répandue dans les siècles précédents en raison de l'endogamie, une coutume en vogue chez les nobles et les rois.
Dans la cuisine médiévale, les classes nobles étaient réservées à la consommation de gibier, de poisson, de fruits et de légumes, tandis que les classes pauvres se nourrissaient principalement de pain et de légumes secs. Selon les croyances de l'époque, les pauvres avaient un estomac plus fort, avaient tendance à accumuler de l'énergie, et leur corps était incapable de traiter les délices des sangs bleus, ce qui provoquait des nausées et la mort.